# Tupilați
Tupilați è un comune della Romania di 2 331 abitanti, ubicato nel distretto di Neamț, nella regione storica della Moldavia. 
Il comune è formato dall'unione di 4 villaggi: Arămoaia, Hanul Ancuței, Totoiești, Tupilați.